# Jörg Petzold

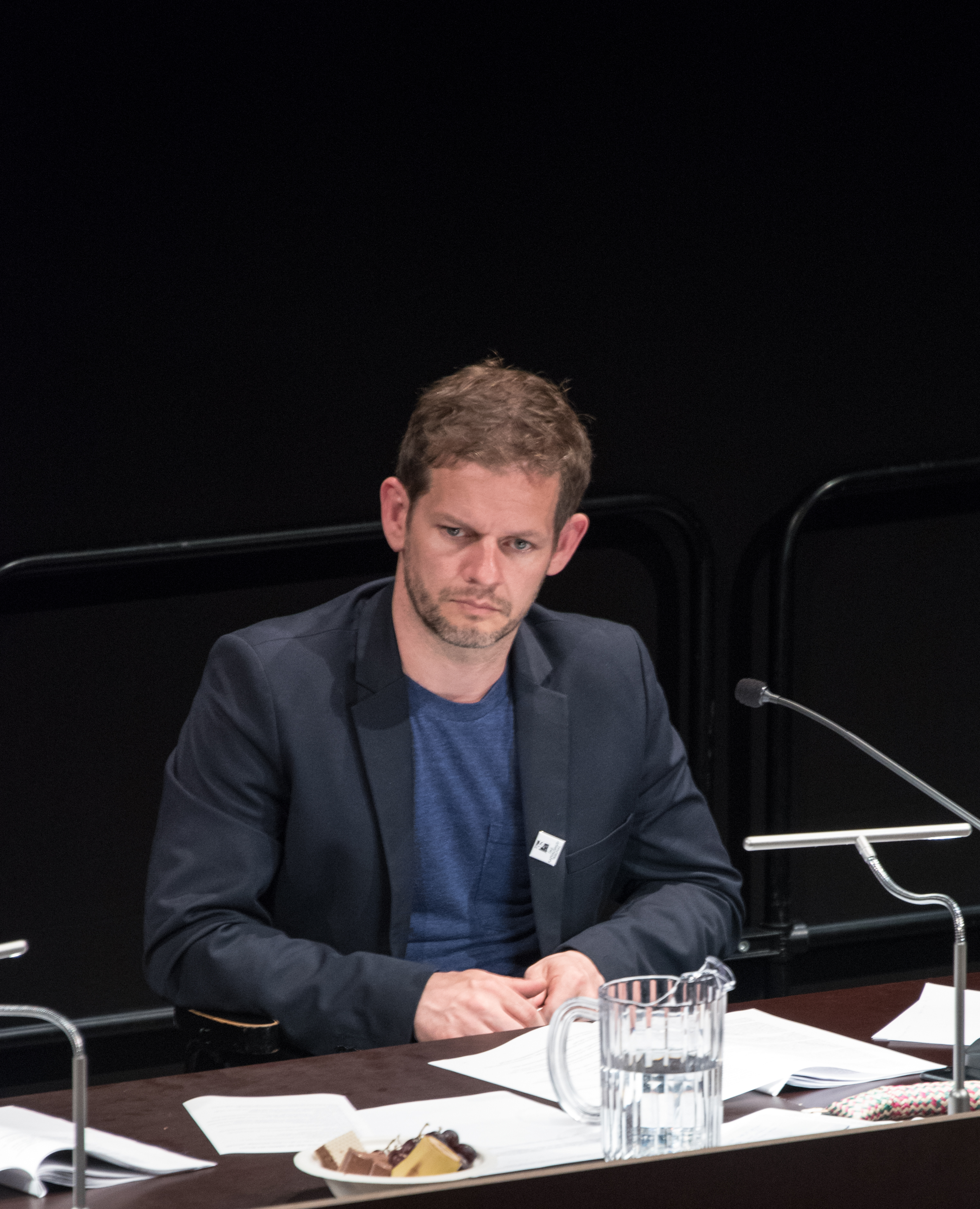
Jörg Petzold, 2016

Jörg Petzold (geboren 1976 in Karl-Marx-Stadt) ist ein deutscher Schauspieler und Synchronsprecher.

## Leben
Nach seinem Schauspielstudium an der Hochschule für Musik und Theater „Felix Mendelssohn Bartholdy“ Leipzig war Petzold ab 1999 zwei Spielzeiten lang am Staatsschauspiel Dresden im festen Engagement. Danach holte ihn Intendanz Friedrich Schirmer ans Staatstheater Stuttgart, wo er bis 2005 Ensemblemitglied blieb. In Stuttgart spielte er unter anderem in Shakespeares Romeo und Julia, in Hannibal von Christian Dietrich Grabbe und in Peer Gynt.
Seit 2005 arbeitet Petzold freischaffend überwiegend in Berlin, fallweise auch in Stuttgart und Hamburg. Schwerpunkt seiner Arbeit stellt Sprechertätigkeit für das Deutschlandradio Kultur, den SWR sowie für MotorFM dar. Regelmäßig ist er für den Radiosender Flux FM tätig, seit 2009 präsentiert er dort Neuerscheinungen in der Büchersendung Lesen und Lesen Lassen. Darüber hinaus arbeitet er auch als Synchronsprecher für Film- und Fernsehproduktionen. 2005 und 2008 war er an zwei Kurzfilmproduktionen beteiligt: Neuschwanstein Conspiracy (Regie: Ingo Rasper) und Feelings and Stuff (Regie: Samuli Valkama).
2014 gründete er gemeinsam mit der Journalistin Alix Faßmann und dem Dramaturgen Anselm Lenz im Berliner Bezirk Neukölln den Verein Haus Bartleby.  2016 organisierte der Verein in Kooperation mit dem brut Wien, dem Club of Rome, der Heinrich-Böll-Stiftung und dem Wiener Passagen Verlag – in Wien – Das Kapitalismustribunal.
Petzold ist Mitbegründer einer Transition-Town-Initiative und arbeitet in der Öffentlichkeitsarbeit der Denkfabrik Politics for Tomorrow.

## Buchpublikation
- (Hg.), gemeinsam mit Alix Faßmann, Anselm Lenz und Patrick Spät: Sag alles ab!, Plädoyers für den lebenslangen Generalstreik. Haus Bartleby e.V., Edition Nautilus 2015, 153 Seiten. ISBN 978-3-89401-824-5[7]